# HMS Kingfisher (L70)
Pour les autres navires du même nom, voir HMS Kingfisher.
Le HMS Kingfisher (pennant number L70, à partir de 1940, K70) est un sloop côtier de classe Kingfisher construit pour la Royal Navy, et utilisé pendant la Seconde Guerre mondiale

## Construction
Le Kingfisher est commandé par l'Amirauté britannique le 15 décembre 1923 en tant que navire de tête d'une nouvelle classe de sloops côtiers pour le chantier naval de Fairfield Shipbuilding and Engineering Company de Govan en Ecosse. La pose de la quille est effectuée le 1er juin 1934, le Kingfisher est lancé le 14 février 1935 et mis en service le 18 juin 1935.
La classe Kingfisher est une tentative de construire un navire de patrouille de moins de 600 tonnes, en raison de l'absence de clauses sur les navires de cette taille dans le traité naval de Londres de 1930. Il est prévu qu'il escorte le transport côtier en temps de guerre. Sa petite taille et son faible rayon d'action qui en résulte (il est basé sur un destroyer à échelle réduite) le rendent impropre au travail en haute mer.
Les navires de classe Kingfisher sont conçus comme des escortes côtières, aptes à remplacer les anciens navires utilisés pour la protection des pêcheries et la formation à la guerre anti-sous-marine en temps de paix, tout en étant adaptés à la production de masse en temps de guerre,.
Le Kingfisher mesure 71,32 m de longueur entre perpendiculaires et 74,12 m en longueur hors-tout, avec un maître-bau de 8,08 m et un tirant d'eau de 2,21 m,. Le déplacement est de 518 t en standard et de 752 t à pleine charge.
Deux chaudières à tubes d'eau Admiralty à 3 tambours alimentent deux turbines à vapeur à engrenages Parsons d'une puissance de 3 600 chevaux (2 700 kW), ce qui donne une vitesse de 20 nœuds (37 km/h). L'armement principal est un seul canon QF 102 mm Mk V sur une monture à faible angle. Cela a été jugé suffisant pour traiter un sous-marin en surface. Huit mitrailleuses Lewis constituent l'armement antiaérien du navire. L'armement anti-sous-marin est relativement lourd à l'époque, avec une capacité de 40 charges de profondeur, lancées par deux lanceurs et deux goulottes, avec un sonar de type 124 monté dans un dôme rétractable,. Le navire possède un équipage de 60 officiers et hommes.
Le manque déplorable d'armement défensif a été résolu au début de la guerre en ajoutant plusieurs mitrailleuses Vickers sur le pont arrière des groupes Kingfisher et Kittiwake, selon les Shearwaters. Au fur et à mesure de leur disponibilité, deux canons Oerlikon de 20 mm ont été ajoutés, sur des supports de piédestal simples à l'arrière du rouf, la mitrailleuse inutile étant remplacée plus tard par une autre paire de ces armes. Le radar magnétron de type 271 a été ajouté sur le toit du pont au fur et à mesure de sa disponibilité, il s'agissait d'un ensemble d'indications cibles capable de détecter le château d'un bateau ou même le périscope ou le schnorkel d'un sous-marin. Un radar d'avertissement aérien de type 286 a été ajouté en tête de mât. Les navires qui avaient le canon Mark V sur le support ouvert HA Mark III avaient un bouclier ajouté pour donner aux équipages des armes à feu une mesure de protection sur le gaillard exposé.

## Histoire
En 1939, le Kingfisher, basé au port de Portland dans le cadre de la 1re flottille anti-sous-marine,, est équipé d'un sonar expérimental de recherche de profondeur.
Le 9 août 1939, le navire participe à une revue de la flotte de réserve à Weymouth par le roi George VI.
Le 8 décembre 1939, le Kingfisher et l'ancien sloop PC-74 entrent en collision à Eglinton, en Irlande du Nord, les deux navires subissant de légers dommages , Le Kingfisher est de retour en service le 10 décembre, enquêtant sur un éventuel contact sous-marin du destroyer Forester.
Le 26 mai 1940, il participe à l'Opération Dynamo, l'évacuation du Corps expéditionnaire britannique piégé de Dunkerque,. Le Kingfisher effectue deux évacuations le 31 mai et deux autres le 1er juin, lorsqu'elle a été endommagée par des quasi-accidents lors des bombardements allemands,. Dans la nuit du 3 au 4 juin 1940, tous les navires disponibles font un dernier effort pour évacuer le plus grand nombre possible des troupes restantes (principalement françaises à l'époque) à Dunkerque. Le Kingfisher prend part à cette dernière mission d'évacuation, mais entre en collision avec le chalutier français Edmund Rene à l'extérieur du port de Dunkerque, entrainant un trou dans la proue du sloop. Le Kingfisher est en réparation jusqu'en juillet 1940, l'installation expérimentale du sonar étant supprimée. Le Kingfisher est à nouveau endommagé par les bombardements allemands dans le port de Portland le 14 août 1940.
Le Kingfisher continue à être utilisé comme navire anti-sous-marin expérimental, basé sur le Clyde et plus tard à Ardrossan,. 

En septembre 1944, le Kingfisher effectue une série d'essais de sonar contre le sous-marin Seraph, qui a été modifié avec une coque profilée et une puissance plus élevée pour donner une plus grande vitesse submergée, afin de simuler le comportement des sous-marins allemands de type XXI ou similaires. De décembre 1944 à avril 1945, le Kingfisher est utilisé pour les essais d'un sonar expérimental formant un faisceau, qui a finalement été développé en sonar d'attaque de type 170 utilisé pour contrôler le mortier anti-sous-marin Limbo.
En 1945, le Kingfisher est remplacé dans le rôle de développement du sonar par la frégate Helmsdale (K253).
Le Kingfisher est vendu pour sa mise au rebut le 21 avril 1947.

### Commandement
- Lieutenant Commander (Lt.Cdr.) George Anthony Mayhew Vaughan Harrison (RN) du 7 juin 1939 au 1er septembre 1940
- Lieutenant (Lt.) Frank Maclear Graves (RN) du 1er septembre 1940 au 25 avril 1941
- Commander (Cdr.) (à la retraite) William Vesey Hamilton Harris (RN) du 25 avril 1941 au 22 juin 1942
- Lieutenant Commander (Lt.Cdr.) (à la retraite) Gerard Horace Gandy (RN) du 22 juin 1942 à janvier 1944
- T/Lieutenant (T/Lt.) Frank Douglas Betts (RNR) de janvier 1944 à début 1945
- T/Lieutenant (T/Lt.) William Picton Evans (RNVR) de début 1945 au 27 mai 1942
- T/Lieutenant (T/Lt.) Roger Leslie Carter (RNVR) du 27 mai 1945 au  3 décembre 1945